# Serra del Remer
La Serra del Remer és una serra situada al municipi d'Os de Balaguer a la comarca de la Noguera, amb una elevació màxima de 794 metres.